# Schistostephium umbellatum
Schistostephium umbellatum es una especie de planta floral del género Schistostephium, tribu Anthemideae, familia Asteraceae. Fue descrita científicamente por (L.f.) K.Bremer & Humphries.
Se distribuye por Sudáfrica. Puede alcanzar 0,3 a 3 metros de altura con tallos fuertes. Se encuentra a altitudes de 150–1000 metros.